# 미르 (재단법인)

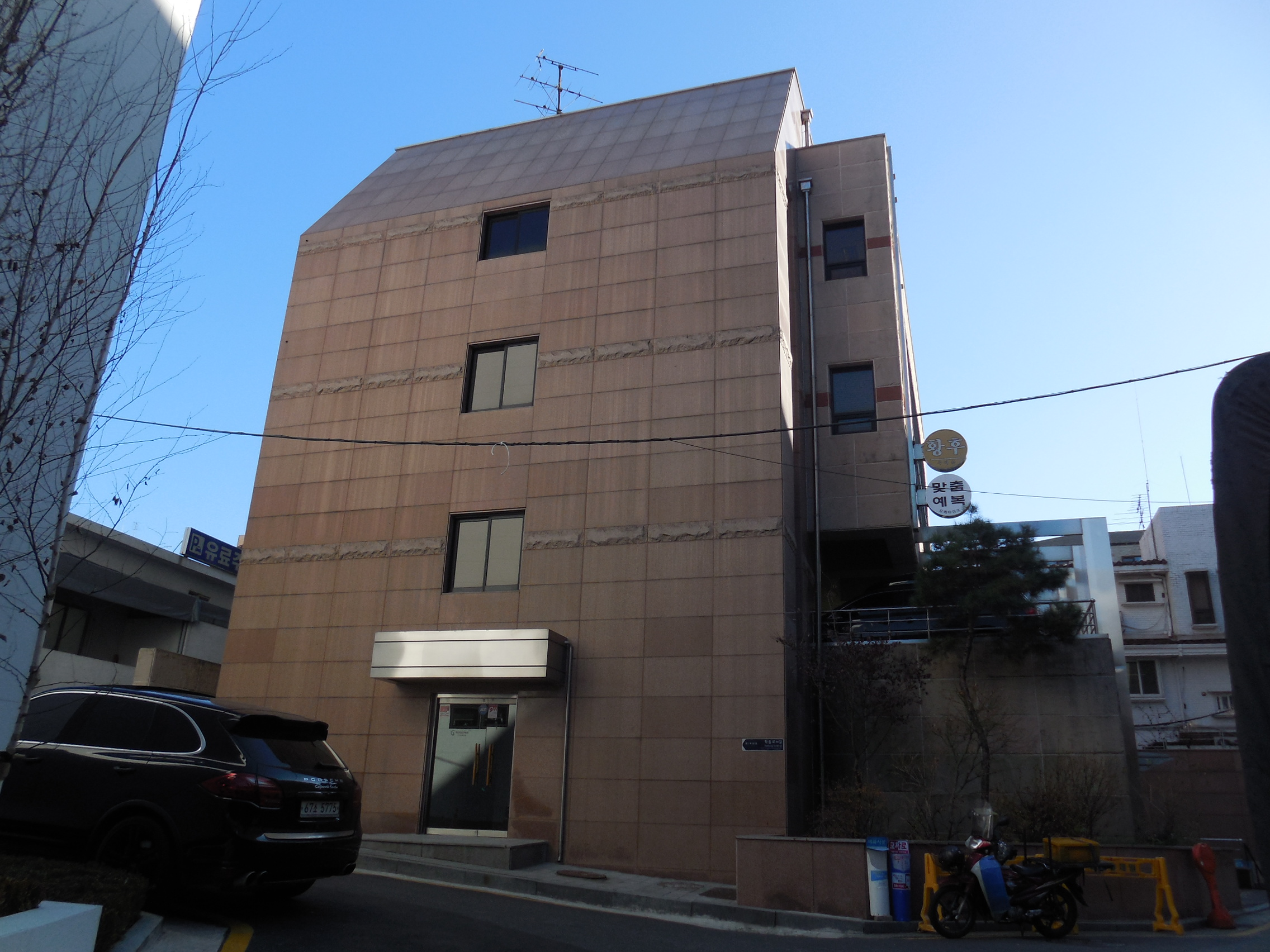
재단법인 미르 건물

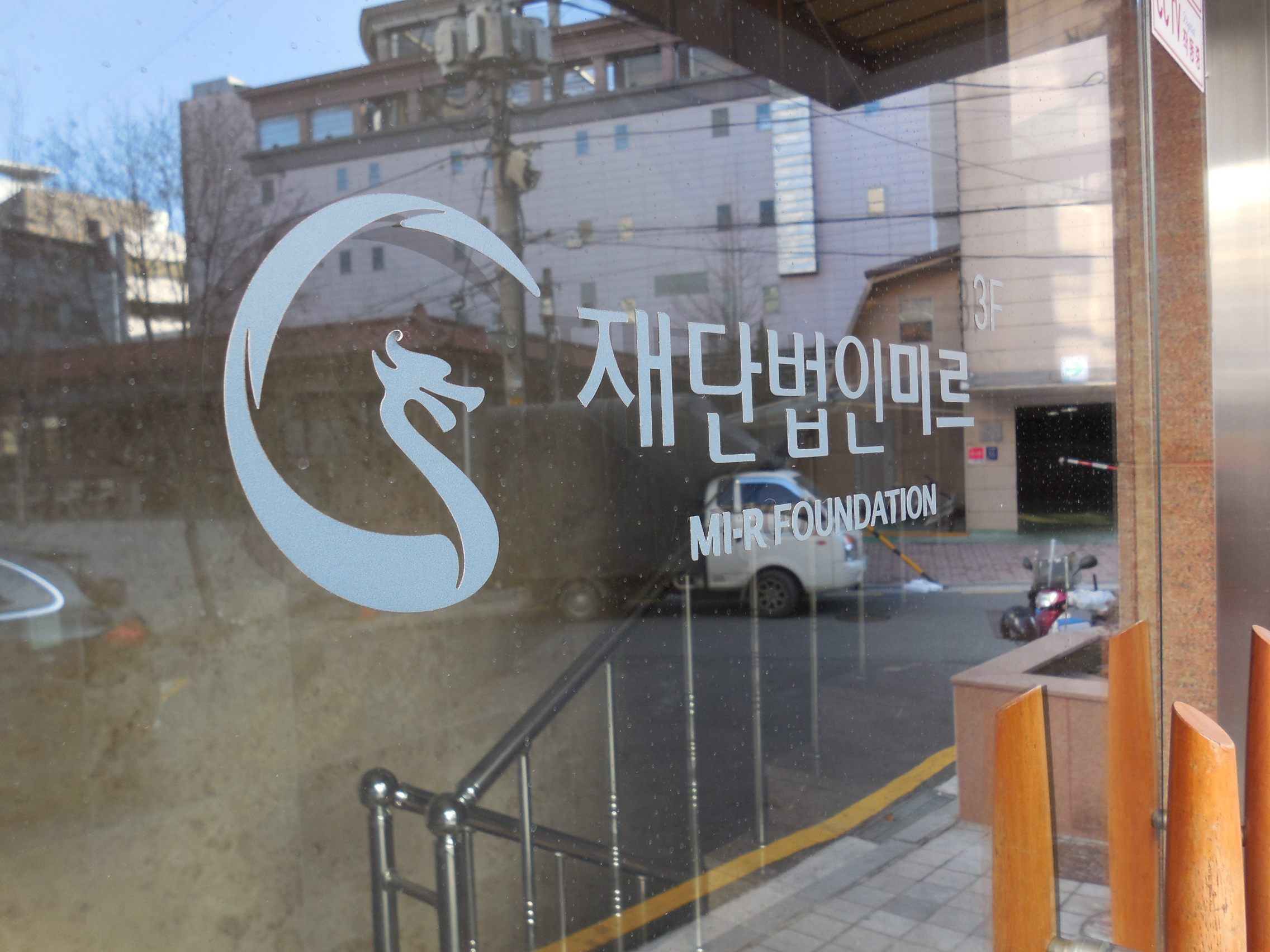
재단법인 미르 로고

재단법인 미르(財團法人 미르, 영어: Mi-r foundation)는 대한민국의 재단법인이다. 흔히 미르재단이라고도 하며, 설립 날짜는 2015년 10월 27일이다.

## 창설 목적
미르재단은 대한민국의 전통문화 원형 발굴, 문화 브랜드 확립, 문화예술 인재 육성 등을 목적으로 문화 전문 재단을 표방하였다.

## 비리 의혹
박근혜-최순실 게이트가 대대적으로 알려지면서 사실상 기금의 전액을 유용할 목적으로 설립했다는 진술 등이 나와 큰 논란이 일었다.
우선 박근혜-최순실 게이트의 핵심인물로 지목된 최순실이 그 배후이며, 깊이 개입했다는 의혹이 있다. 그리고 미르재단에 30개의 기업이 총 486억원의 기부금을 낸 것에서부터 논란이 시작되었다. 또 청와대 수석 안종범이 이를 지원하는 등 깊숙히 개입한 정황이 드러나 더욱 큰 논란이 일었다.
그 외에도 국민의당 박지원 의원은 미르재단의 '미르'와 K스포츠재단의 'K'를 합치면 '미륵'이 된다는 주장을 했다. 또한 박근혜-최순실 게이트의 핵심 인물인 박근혜 대통령의 각종 사이비 종교 관련 의혹 등과 관계가 있다는 주장도 나왔다.
미르재단 및 K스포츠재단에 대하여 삼성그룹과 박근혜 정부 간 정경유착의 결과물이라는 비판도 있다.

## 판결
이재용 1~2심 재판부 모두 미르재단과 K스포츠재단에 적용된 제3자 뇌물공여 및 횡령 혐의에 대해 전부무죄를 판결하였다. 박근혜 1심 재판부 또한 미르재단 및 K스포츠재단에 적용된 제3자 뇌물수수 혐의에 대해 무죄를 선고하였다.